# Gyda Westvold Hansen

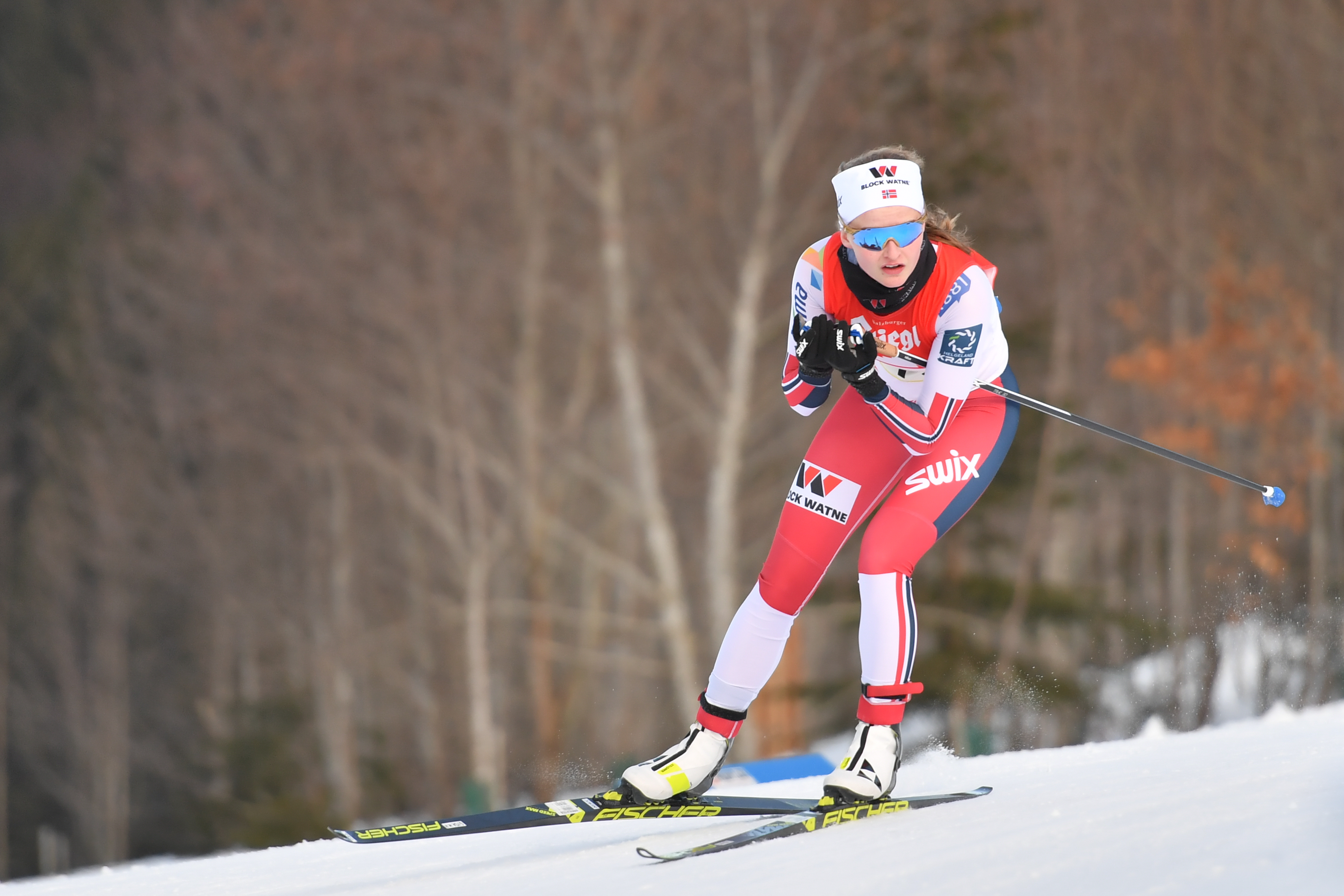
Westvold Hansen (2020)

Gyda Westvold Hansen (* 20. April 2002 in Trondheim) ist eine norwegische Nordische Kombiniererin, die auch als Spezialspringerin aktiv ist. Bei den Nordischen Skiweltmeisterschaften 2021 in Oberstdorf wurde sie die erste Weltmeisterin in der Nordischen Kombination.

## Werdegang
Vom internationalen Debüt zur Silbermedaille bei der Junioren-WM 2019
Westvold Hansen, die für den IL Nansen startet, gab ihr internationales Debüt im September 2015 im Rahmen des Youth Cup in Oberstdorf. In der Saison 2016/17 nahm sie an sechs von acht Wettbewerben des Youth Cup teil und konnte dabei nach zwei Siegen in Harrachov in der Gesamtwertung den dritten Platz hinter Jenny Nowak und Triinu Hausenberg belegen. Am 20. Januar 2018 gab Westvold Hansen in Rena ihr Debüt im neu geschaffenen Continental Cup und konnte sich dabei auf den Rängen 7 und 5 platzieren. Zum Saisonabschluss im April gewann sie erstmals den norwegischen Meistertitel im Gundersen-Einzel. Im Winter 2018/19 ging Westvold Hansen bei allen Stationen des Continental Cups an den Start, erreichte bei neun von elf Wettbewerben das Podest und musste sich dabei meist nur Tara Geraghty-Moats geschlagen geben. Am 20. Dezember 2018 gelang ihr in Park City Historisches, als sie als erste Norwegerin einen Wettkampf gewinnen konnte. Die Gesamtwertung schloss sie auf dem zweiten Platz ab. Bei der ersten offiziellen Austragung eines Juniorinnenwettbewerbs bei den Nordischen Junioren-Skiweltmeisterschaften 2019 in Lahti gewann Westvold Hansen die Silbermedaille hinter der Japanerin Ayane Miyazaki.
Die Saison 2019/20 – Die Olympischen Jugend-Winterspiele als Höhepunkt
Zur Vorbereitung auf die Wintersaison 2019/20 nahm Westvold Hansen auch an internationalen Skisprungwettbewerben teil. Nachdem sie Anfang Juli im polnischen Szczyrk am FIS Cup teilgenommen hatte, debütierte sie eine Woche später im Skisprung-Continental-Cup im kasachischen Schtschutschinsk, wo sie beide Wettkämpfe gewinnen konnte. Daraufhin wurde sie für den Skisprung-Grand-Prix Ende Juli 2019 in Hinterzarten nominiert, wo sie mit Erreichen des 22. Platzes ihre ersten Grand-Prix-Punkte gewann und letztlich den 32. Platz in der Gesamtwertung belegte. Ende August debütierte Hansen im Grand Prix der Nordischen Kombination. Beim erstmals ausgetragenen Mixed-Team-Wettkampf belegte sie in Oberwiesenthal gemeinsam mit Magnus Krog, Marte Leinan Lund und Harald Johnas Riiber den zweiten Platz hinter der italienischen Staffel. Da sie aufgrund eines Sturzes im Sprungdurchgang des Mixed-Team-Wettbewerbes leicht angeschlagen war, ging sie bei den ersten beiden Einzelwettbewerben des Grand Prix nicht an den Start. Zum Abschluss des Sommers konnte Hansen allerdings wieder teilnehmen und nach einem vierten Platz ihren ersten Grand-Prix-Wettbewerb in Oberhof gewinnen. In der Gesamtwertung erreichte sie den fünften Rang. Wenige Wochen später wurde sie in den ersten weiblichen Nationalkader Norwegens nominiert. Zum Start in den Winter belegte sie am Continental-Cup-Wochenende in Park City zweimal den zweiten Rang hinter Tara Geraghty-Moats. Bei den Olympischen Jugend-Winterspielen 2020 in Prémanon verpasste Westvold Hansen als Vierte knapp die Medaillenränge. Diese erreichte sie gemeinsam mit Sebastian Østvold, Nora Midtsundstad, Iver Olaussen, Maria Hartz Melling und Nikolai Elde Holmboe mit dem Gewinn des Nordic-Mixed-Team-Wettbewerbs. Nachdem sie Ende Februar in Eisenerz ihren zweiten Continental-Cup-Sieg feiern konnte, galt sie zehn Tage später als Favoritin bei den Nordischen Junioren-Skiweltmeisterschaften 2020 in Oberwiesenthal. Mit der zweitbesten Sprungleistung ging sie mit 26 Sekunden Rückstand auf Jenny Nowak auf die Loipe, konnte Nowak jedoch nicht mehr einholen und gewann somit wie im Vorjahr Silber. Bei den abschließenden Continental-Cup-Rennen nahm sie zwar nicht mehr teil, belegte aber dennoch den dritten Rang in der Gesamtwertung.
Die Saison 2020/21 – Gewinn des historisch ersten Wettbewerbs bei Nordischen Skiweltmeisterschaften
Da im Sommer 2020 aufgrund der COVID-19-Pandemie keine internationalen Wettkämpfe in der Nordischen Kombination organisiert wurden, dienten der nationale Norges Cup sowie die Sommer-Meisterschaften in Lillehammer als wichtige Indikatoren für die eigene Leistung. Wie bereits in den Vorjahren etablierte sich Hansen als beste Norwegerin, was sich unter anderem auch mit dem Gewinn des Meistertitels nach der Gundersen-Methode manifestierte. Hansen galt daher als Mitfavoriten auf das erste weibliche Weltcup-Podium 2020/21. Beim historisch ersten Weltcup-Wettbewerb in Ramsau am Dachstein landete sie den weitesten Sprung des Tages auf 94,5 Metern und gewann so den Sprunglauf. Ihren daraus resultierenden Vorsprung konnte Hansen jedoch nicht verteidigen, sodass sie mit 1,5 Sekunden Rückstand auf Tara Geraghty-Moats Zweite wurde. In Abwesenheit der US-Amerikanerin beim Auftakt in die Continental-Cup-Saison 2020/21 in Eisenerz gewann Westvold Hansen ihr drittes Rennen in der nun zweitklassigen Wettkampfserie und bestätigte diesen Erfolg mit zwei weiteren Siegen an den Folgetagen. Somit reiste Hansen als Topfavoritin zu den Nordischen Junioren-Skiweltmeisterschaften 2021 in Lahti, wo sie den Erwartungen gerecht wurde. So lag sie im Gundersen Einzel nach dem Sprunglauf bereits mit 43 Sekunden in Führung und gewann letztlich mit einem noch größeren Vorsprung den Titel vor Marte Leinan Lund und Lisa Hirner. Vor dem Hintergrund dieser Leistungen galt Westvold Hansen als Mitfavoritin bei den Nordischen Skiweltmeisterschaften 2021 in Oberstdorf, wo die Nordische Kombination der Frauen ihre Premiere feierte. Bereits in den Trainingsdurchgängen konnte sie Topleistungen abrufen, wohingegen die Topfavoritin Tara Geraghty-Moats mit ihrer Sprungform kämpfte. Am Wettkampftag sprang Westvold Hansen auf 102,5 Meter, jedoch führte eine missglückte Landung zum zweiten Zwischenrang hinter Mari Leinan Lund. Diese konnte Westvold Hansen bereits nach wenigen Metern einholen und setzte sich schnell von ihrer Landsfrau ab. Ihre Führung war im restlichen Rennverlauf ungefährdet, sodass sie schließlich mit knapp vierzehn Sekunden Vorsprung die erste Weltmeisterin in ihrer Disziplin wurde.

## Privates
Westvold Hansen ist eine Cousine der norwegischen Skilangläuferin Therese Johaug.

## Erfolge

### Weltcup-Siege im Einzel
| Nr. | Datum             | Ort           | Disziplin                 |
| --- | ----------------- | ------------- | ------------------------- |
| 01. | 3. Dezember 2021  | Lillehammer   | Gundersen Normalschanze   |
| 02. | 4. Dezember 2021  | Lillehammer   | Gundersen Normalschanze   |
| 03. | 11. Dezember 2021 | Otepää        | Massenstart Normalschanze |
| 04. | 12. Dezember 2021 | Otepää        | Gundersen Normalschanze   |
| 05. | 17. Dezember 2021 | Ramsau        | Gundersen Normalschanze   |
| 06. | 8. Januar 2022    | Val di Fiemme | Massenstart Normalschanze |
| 07. | 13. März 2022     | Schonach      | Gundersen Normalschanze   |
| 08. | 2. Dezember 2022  | Lillehammer   | Gundersen Normalschanze   |
| 09. | 3. Dezember 2022  | Lillehammer   | Gundersen Normalschanze   |
| 10. | 16. Dezember 2022 | Ramsau        | Gundersen Normalschanze   |
| 11. | 17. Dezember 2022 | Ramsau        | Gundersen Normalschanze   |
| 12. | 8. Januar 2023    | Otepää        | Gundersen Normalschanze   |
| 13. | 27. Januar 2023   | Seefeld       | Gundersen Normalschanze   |
| 14. | 28. Januar 2023   | Seefeld       | Gundersen Normalschanze   |
| 15. | 11. Februar 2023  | Schonach      | Gundersen Normalschanze   |
| 16. | 12. Februar 2023  | Schonach      | Gundersen Normalschanze   |
| 17. | 11. März 2023     | Oslo          | Gundersen Normalschanze   |
| 18. | 1. Dezember 2023  | Lillehammer   | Gundersen Normalschanze   |
| 19. | 2. Dezember 2023  | Lillehammer   | Gundersen Normalschanze   |
| 20. | 15. Dezember 2023 | Ramsau        | Gundersen Normalschanze   |

### Weltcup-Siege im Team
| Nr. | Datum          | Ort           | Disziplin                     |
| --- | -------------- | ------------- | ----------------------------- |
| 01. | 7. Januar 2022 | Val di Fiemme | Mixed-Staffel Normalschanze 1 |
| 02. | 6. Januar 2023 | Otepää        | Mixed-Staffel Normalschanze 2 |

### Grand-Prix-Siege im Einzel
| Nr. | Datum             | Ort            | Disziplin               |
| --- | ----------------- | -------------- | ----------------------- |
| 01. | 1. September 2019 | Oberhof        | Gundersen Normalschanze |
| 02. | 28. August 2021   | Oberhof        | Gundersen Normalschanze |
| 03. | 29. August 2021   | Oberhof        | Gundersen Normalschanze |
| 04. | 1. September 2021 | Oberwiesenthal | Gundersen Normalschanze |
| 05. | 4. September 2021 | Villach        | Gundersen Normalschanze |
| 06. | 5. September 2021 | Villach        | Gundersen Normalschanze |
| 07. | 31. August 2022   | Oberstdorf     | Gundersen Normalschanze |
| 08. | 4. September 2022 | Tschagguns     | Gundersen Normalschanze |
| 09. | 26. August 2023   | Oberwiesenthal | Gundersen Normalschanze |
| 10. | 30. August 2023   | Oberstdorf     | Gundersen Normalschanze |

### Grand-Prix-Siege im Team
| Nr. | Datum           | Ort            | Disziplin                  |
| --- | --------------- | -------------- | -------------------------- |
| 01. | 27. August 2023 | Oberwiesenthal | Teamsprint Normalschanze 1 |

### Continental-Cup-Siege im Einzel
| Nr. | Datum             | Ort         | Disziplin               |
| --- | ----------------- | ----------- | ----------------------- |
| 01. | 20. Dezember 2018 | Park City   | Gundersen Normalschanze |
| 02. | 23. Februar 2020  | Eisenerz    | Gundersen Normalschanze |
| 03. | 22. Januar 2021   | Eisenerz    | Gundersen Normalschanze |
| 04. | 23. Januar 2021   | Eisenerz    | Gundersen Normalschanze |
| 05. | 24. Januar 2021   | Eisenerz    | Gundersen Normalschanze |
| 06. | 11. Februar 2022  | Lillehammer | Gundersen Normalschanze |
| 07. | 13. Februar 2022  | Lillehammer | Gundersen Normalschanze |
| 08. | 18. Februar 2022  | Eisenerz    | Gundersen Normalschanze |
| 09. | 20. Februar 2022  | Eisenerz    | Gundersen Normalschanze |
| 10. | 9. Dezember 2022  | Lillehammer | Gundersen Normalschanze |
| 11. | 10. Dezember 2022 | Lillehammer | Gundersen Normalschanze |

| Nr. | Datum         | Ort              | Disziplin     |
| --- | ------------- | ---------------- | ------------- |
| 01. | 13. Juli 2019 | Schtschutschinsk | Normalschanze |
| 02. | 14. Juli 2019 | Schtschutschinsk | Normalschanze |

### Continental-Cup-Siege im Team
| Nr. | Datum            | Ort         | Disziplin                     |
| --- | ---------------- | ----------- | ----------------------------- |
| 01. | 22. Februar 2020 | Eisenerz    | Mixed-Staffel Normalschanze 1 |
| 02. | 12. Februar 2022 | Lillehammer | Teamsprint Normalschanze 2    |
| 03. | 19. Februar 2022 | Eisenerz    | Mixed-Staffel Normalschanze 3 |

## Statistik

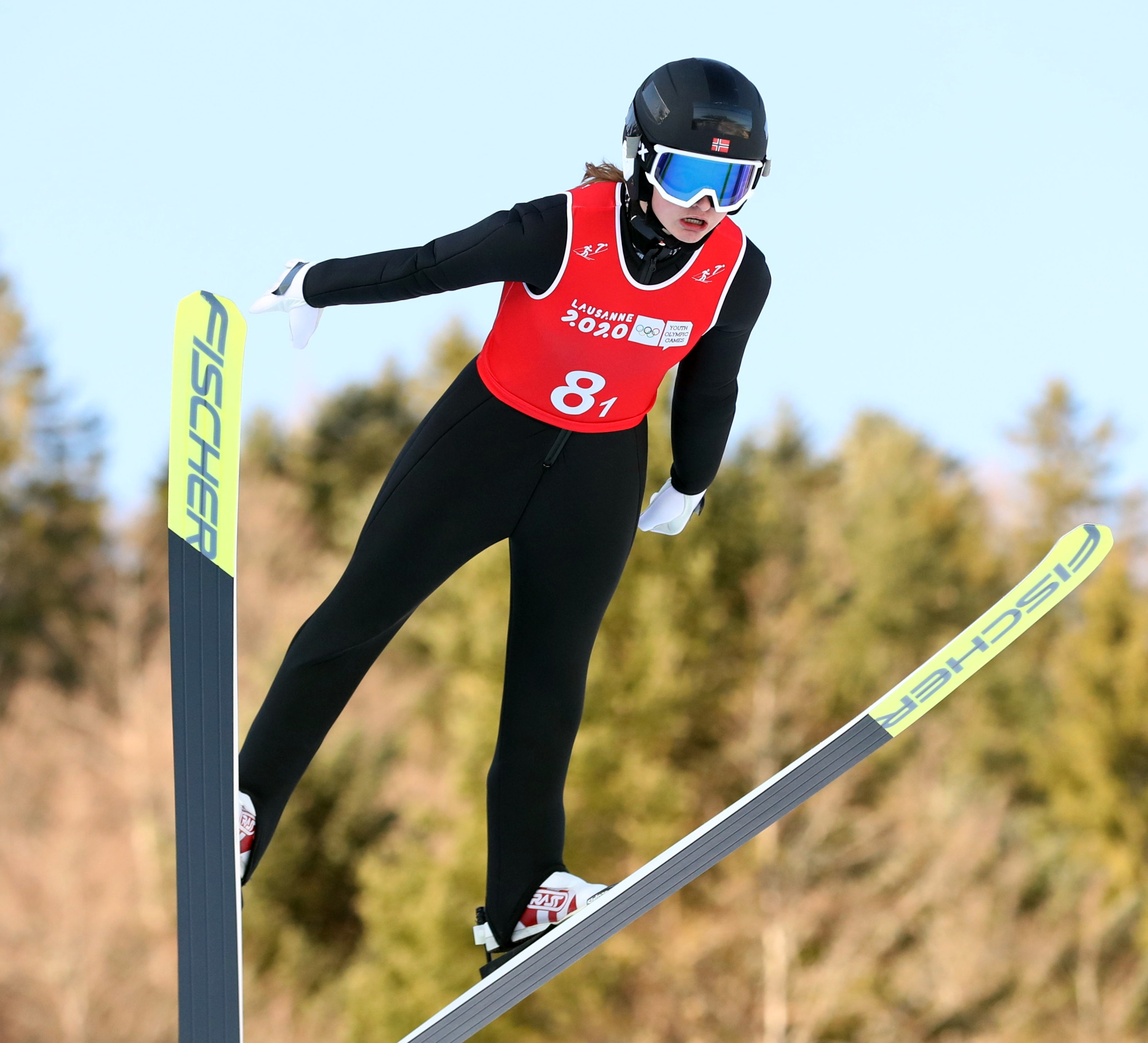
Gyda Westvold Hansen bei den Olympischen Winter-Jugendspielen 2020

### Platzierungen bei Weltmeisterschaften
| Jahr und Ort    | Wettbewerb | Wettbewerb  | Wettbewerb |
| Jahr und Ort    | Gundersen  | Massenstart | Mixed-Team |
| --------------- | ---------- | ----------- | ---------- |
| 2021 Oberstdorf | 01.        | —           | —          |
| 2023 Planica    | 01.        | —           | 01.        |
| 2025 Trondheim  |            | 02.         | 01.        |

### Weltcup-Platzierungen
| Saison  | Platz | Punkte |
| ------- | ----- | ------ |
| 2020/21 | 02.   | 0080   |
| 2021/22 | 01.   | 0700   |
| 2022/23 | 01.   | 1000   |
| 2023/24 | 02.   | 1280   |

### Grand-Prix-Platzierungen
| Saison | Platz | Punkte |
| ------ | ----- | ------ |
| 2019   | 05.   | 150    |
| 2021   | 01.   | 500    |
| 2022   | 05.   | 200    |

| Saison | Platz | Punkte |
| ------ | ----- | ------ |
| 2019   | 32.   | 012    |

### Continental-Cup-Platzierungen
| Saison  | Platz | Punkte |
| ------- | ----- | ------ |
| 2017/18 | 09.   | 081    |
| 2018/19 | 02.   | 760    |
| 2019/20 | 03.   | 310    |
| 2020/21 | 02.   | 300    |
| 2021/22 | 01.   | 400    |

| Saison  | Sommer | Sommer | Winter | Winter | Gesamt | Gesamt |
| Saison  | Platz  | Punkte | Platz  | Punkte | Platz  | Punkte |
| ------- | ------ | ------ | ------ | ------ | ------ | ------ |
| 2019/20 | 02.    | 222    | –      | –      | 09.    | 222    |

## Auszeichnungen
- FIS Athletin der Saison 2020/21 in der Nordischen Kombination[11]